# Kitahiroshima
Kitahiroshima (北広島市 Kitahiroshima-shi) é uma cidade japonesa localizada na subprovíncia de Ishikari, na província de Hokkaido.
Em 2003 a cidade tinha uma população estimada em 59 261 habitantes e uma densidade populacional de 499,92 h/km². Tem uma área total de 118,54 km².
Recebeu o estatuto de cidade a 1 de Setembro de 1996.
|                | Norte: Ebetsu |                           |
| Oeste: Sapporo | Kitahiroshima | Leste: Naganuma e Nanporo |
|                | Sul: Chitose  |                           |

## Cidade-irmã
- Higashihiroshima, Japão